# 电子秤

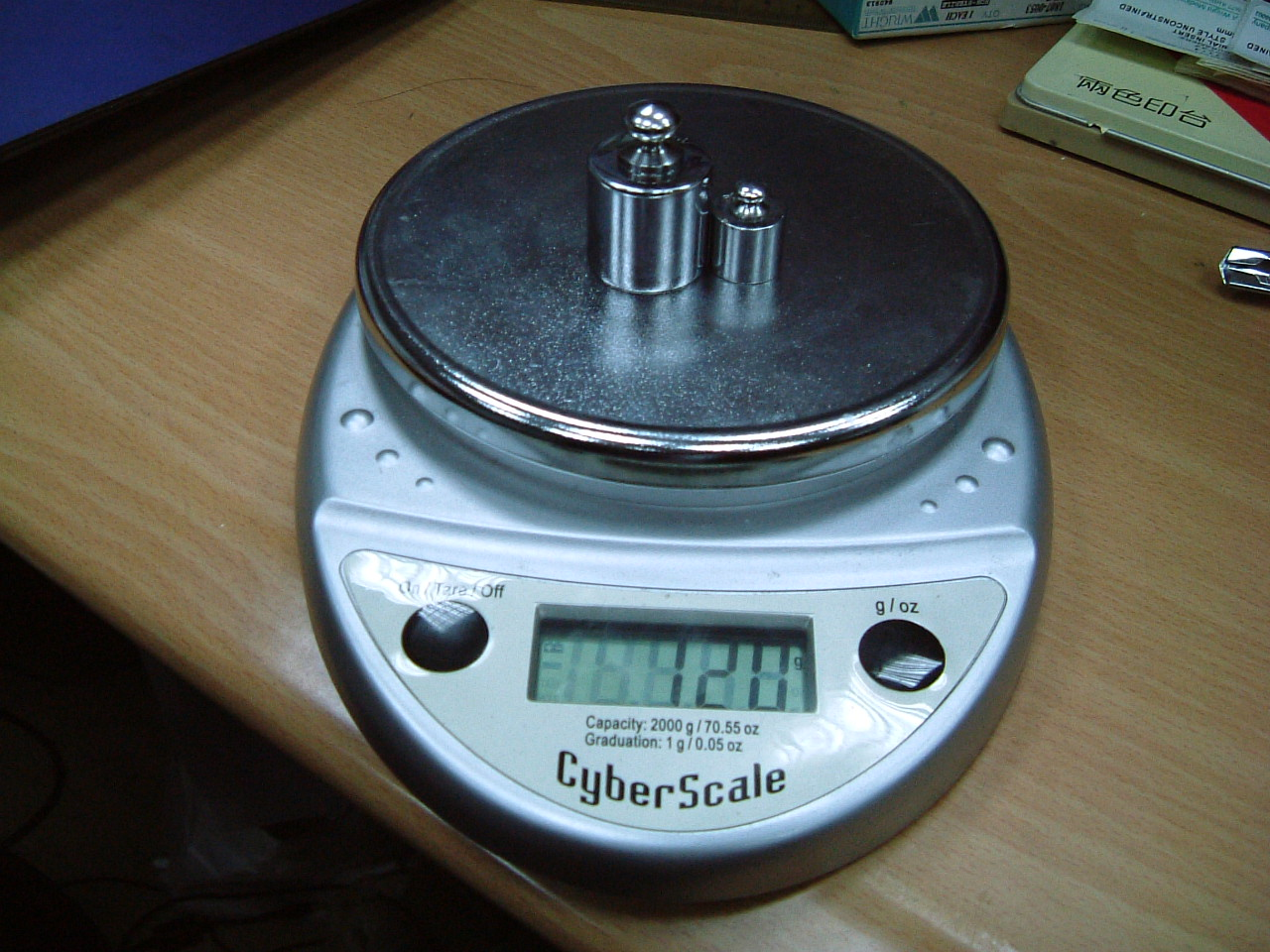
電子秤與砝碼

电子秤（electronic scale）是一种称重装置，它以装在机构上的电子重量传感器将重力转换为电压或电流的模拟讯号，电子秤经放大及滤波处理后由A/D处理器转换为数字讯号，数字讯号由中央处理器（CPU）运算处理电子秤，而周边所需的功能及各种接口电路也与CPU相连，最后由显示屏幕以数字方式显示。